# Fortunato Scacchi
Fortunato Scacchi, né à Fano vers 1573 et mort dans la même ville le 1er août 1643, est un philologue et antiquaire italien.

## Biographie
Fortunato Scacchi naquit, vers 1573, du commerce illégitime d’un gentilhomme d’Ancône avec sa servante. Il fut élevé jusqu’à cinq ans à l’hôpital des enfants trouvés ; mais son père, se repentant de l’avoir abandonné, le retira de cette maison, et dès lors le traita comme son fils. L’éloignement qu’il sentait pour le monde le décida de bonne heure à prendre l’habit des ermites de St-Augustin. Peu de temps après, la tache de sa naissance l’obligea de le quitter ; mais il parvint à faire lever cet obstacle et prononça ses vœux à Fano.
Soumis d’abord aux plus vils emplois, il obtint enfin la permission d’aller faire ses études à Rimini, puis à Rome. Ayant entendu vanter l’université d’Alcalá comme la première du monde, il n’hésita pas à s’y rendre pour perfectionner ses connaissances. Fortunato, n’ayant point d’argent pour payer son passage en Espagne, fut réduit à remplir sur le vaisseau les fonctions d’aide-cuisinier. Il vécut ensuite d’aumônes jusqu’à Tolède, où il reçut de ses confrères quelques secours pour gagner Alcalá.
Pendant sept ans, il y suivit les cours de philosophie et de théologie ; et en les terminant, il soutint des thèses publiques avec un grand éclat. De retour en Italie, il fit de rapides progrès dans l’hébreu ; et plus tard il ne se rendit pas moins habile dans la langue grecque.
Ayant réussi dans ses débuts comme prédicateur, il se partagea plusieurs années entre la chaire évangélique et l’enseignement. Après avoir professé la théologie et l’hébreu dans différentes villes, il revint à Fano, dans le dessein d’y terminer quelques ouvrages qu’il se proposait de publier ; mais s’étant permis de critiquer la conduite de ses supérieurs, il s’en fit autant d’ennemis, qui trouvèrent d’autant plus facilement l’occasion de le punir de son indiscrétion que ses mœurs étaient loin d’être exemplaires. Heureusement pour Fortunato, l’un de ses frères (Olivier Scacchi), qui jouissait d’un assez grand crédit, se chargea d'assoupir l’affaire et le fit venir, en 1618, à Rome, où le cardinal Scipione Cobelluzzi lui procura la chaire d’Écriture sainte.
Ayant mérité la bienveillance du cardinal Barberini, depuis pape sous le nom d’Urbain VIII, ce pontife, en montant sur la chaire de St-Pierre, le revêtit de la dignité de son maître de chapelle, et, en 1628, l’adjoignit à la congrégation chargée de revoir le martyrologe et le bréviaire romains. Scacchi occupait depuis quinze ans l’emploi honorable et lucratif de maître de chapelle ; mais s’étant plaint, dans l’espoir d’obtenir quelque gratification, des difficultés qu’il éprouvait à l’exercer, un cardinal qui ne l’aimait pas en profita pour faire donner la place à une de ses créatures.
Le malheureux Scacchi, qui n’avait fait aucune économie, se vit réduit à vendre sa précieuse bibliothèque pour subsister, et revint à Fano, où le chagrin et ses infirmités, auxquelles se joignit la perte de la vue, le conduisirent au tombeau le 1er août 1643. Par son testament, il légua le peu qu’il possédait au couvent de son ordre.

## Œuvres

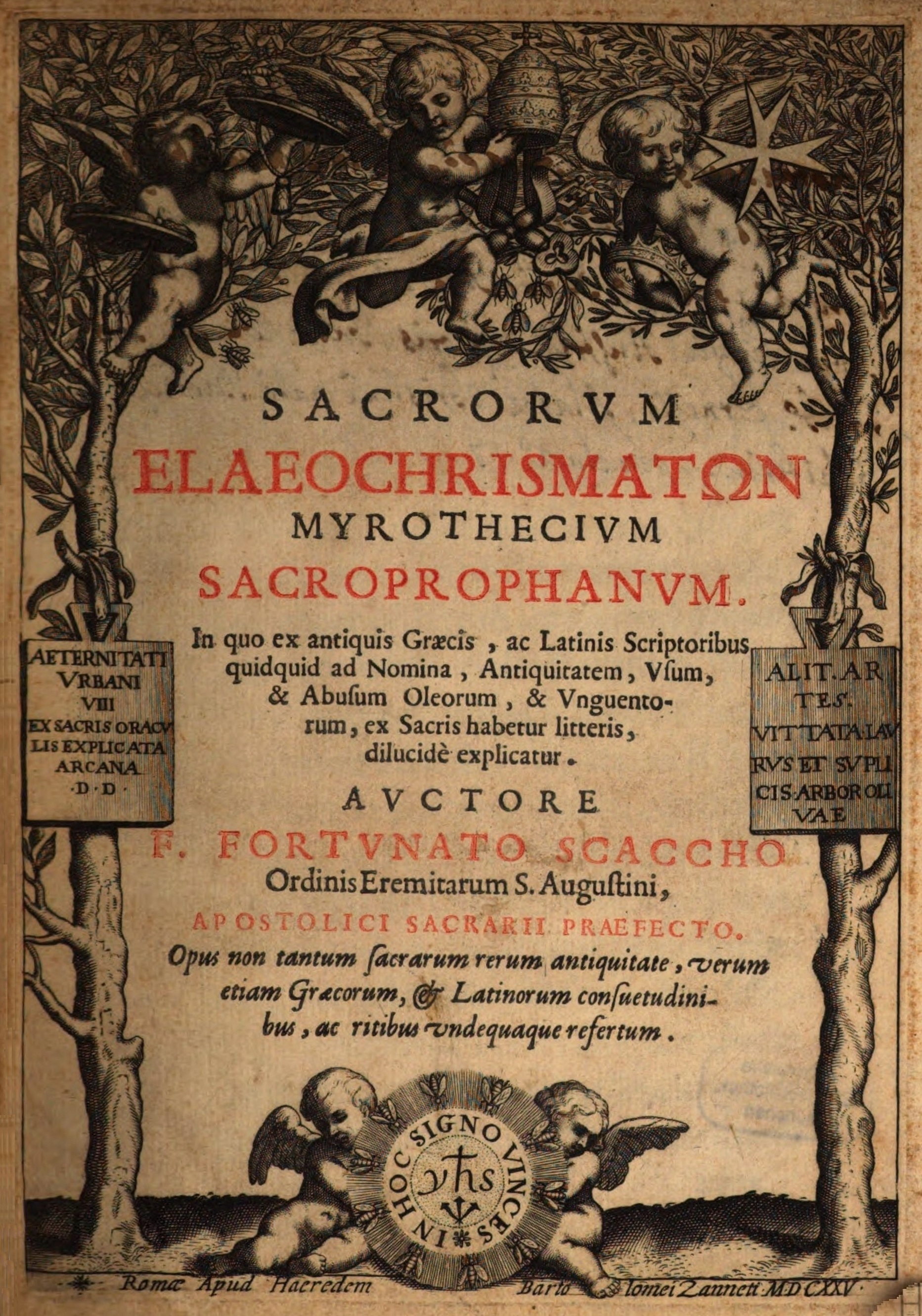
Sacrorum elæochrismaton Myrothecia tria 1625

Outre une édition de la Bible, Venise, 1619, in-fol., on a de lui :
- Sacrorum elæochrysmaton myrothecia tria, Rome, 1625-1627, in-4°, 3 parties[2] ; Amsterdam, 1701 ou 1710, in-fol., ouvrage savant, mais rempli de digressions étrangères au sujet. L’auteur y traite de toutes les sortes d’onctions dont il est parlé dans les Saintes Écritures ; et, par occasion, du chandelier à sept branches, des lampes des anciens, des embaumements, des bains, des parfums, etc. L’édition d’Amsterdam, reproduite en 1710, l’a été de nouveau à la Haye, 1725, sous ce titre : Thesaurus antiquitatum sacro-profanarum. C’est par erreur que quelques biographes en ont fait un nouvel ouvrage.
- De cultu et veneratione servorum Dei liber primus, qui est de notis et signis sanctitatis, Rome, 1639, in-4°[3]. Cet ouvrage devait avoir six livres ; mais le premier a été seul publié, l’auteur n’ayant pu faire les frais de l’impression.
- Prediche e discorsi sopra gli Evangeli, ibid., 1636, in-4°.